# Cecelia Wolstenholme
Cecelia Wolstenholme   (Manchester, 18 de maig de 1915 - Manchester, octubre 1968), coneguda de casada com a Cecelia Thornton, va ser una nedadora anglesa que va competir durant les dècades de 1920 i dècada de 1930. La seva germana Beatrice Wolstenholme també fou nedadora.
El 1930 va obtenir el seu primer gran èxit esportiu en guanyar la cursa dels 200 metres braça dels Jocs de l'Imperi Britànic de Hamilton. L'any següent guanyà l'or en els 200 metres braça del Campionat d'Europa de natació de París.
El 1932 va prendre part en els Jocs Olímpics de Los Angeles, on quedà eliminada en sèries en els 200 metres braça del programa de natació.